# Pareulype mauretanica
Pareulype mauretanica är en fjärilsart som beskrevs av Hans Reisser 1934. Pareulype mauretanica ingår i släktet Pareulype och familjen mätare. Inga underarter finns listade i Catalogue of Life.